# 乳瓣景天
乳瓣景天（学名：Sedum dielsii）为景天科景天属的植物，是中国的特有植物。分布于中国大陆的湖北、甘肃、四川、陕西等地，生长于海拔700米至1,850米的地区，一般生长在岩石上，目前尚未由人工引种栽培。